# هراس از هدف

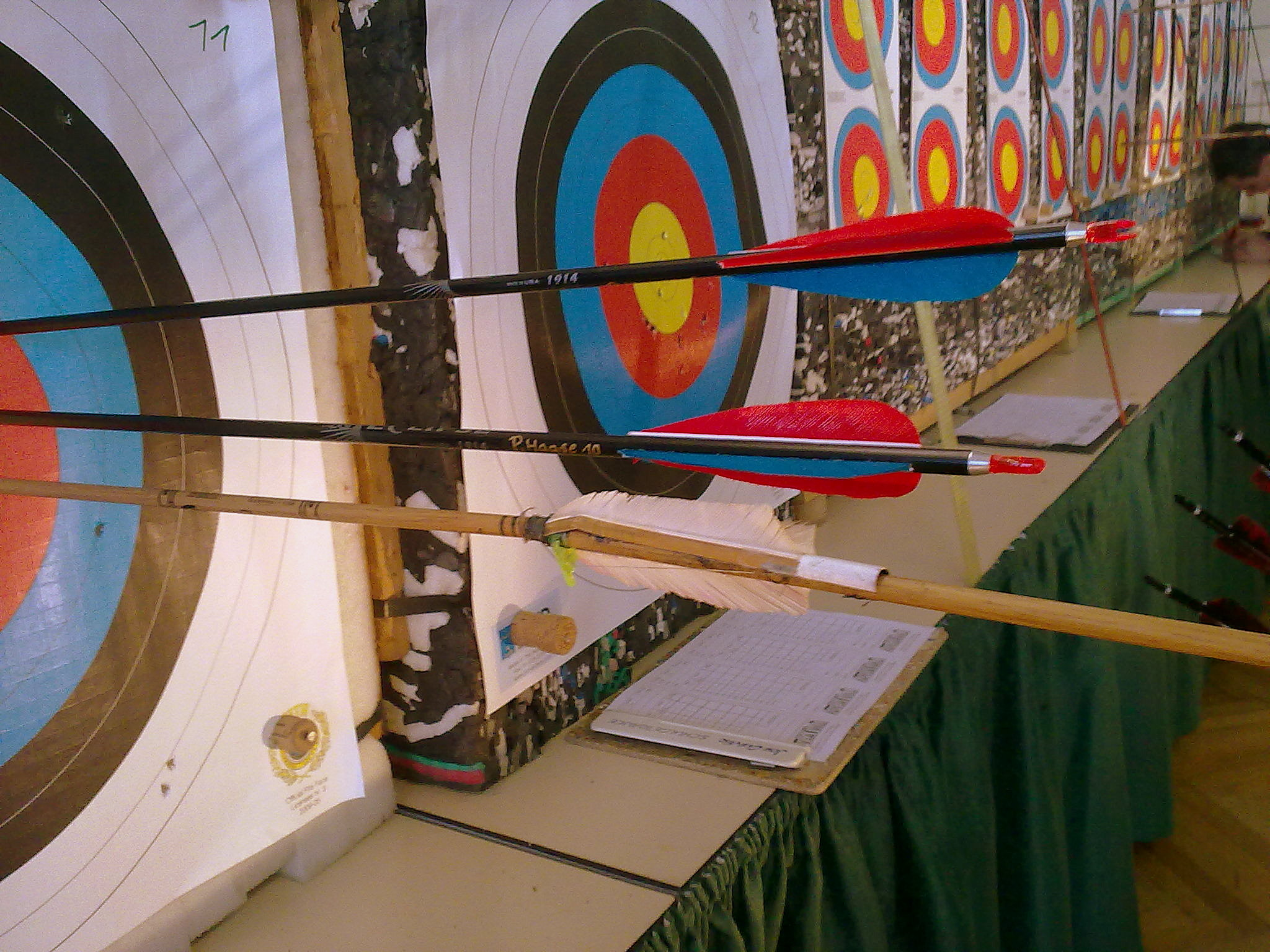

ترس از هدف یا تارگت پنیک (به انگلیسی: target panic) یک وضعیت روانی و شاید عصبی است که توسط بسیاری از کمانگیرها تجربه می‌شود چه برای مسابقه کمانگیری بکنند و چه برای تفریح. این وضعیت در اشکال مختلفی نمایان می‌شود و بر توانایی کمانگیر برای پرتاب تیر تأثیر می‌گذارد.
هراس از هدف در محافل تیراندازی با کمان حداقل از دهه ۱۹۷۰ مورد بحث قرار گرفته است. در ابتدا به آن «وحشت طلایی» گفته می‌شد، زیرا وقتی کماندار تیرش را روی نقطه بولزآی (دایره طلایی) متمرکز می‌کرد، علائم هراس (پانیک) را تجربه می‌کرد. این نام بعداً به هراس از هدف تغیر پیدا کرد زیرا کشف شد که این علائم می‌تواند هنگام هدف گرفتن هر هدفی تجربه شود.

## توضیح
هراس از هدف در ابتدا ناشی از سطوح بالای اضطراب و «ترس از شکست» فرض می‌شد، اما اکنون این چنین پنداشته شده که این حالت ناشی از روشی است که مغز در سطح عصبی یاد می‌گیرد. درمان‌های مبتنی بر این الگوی جدید در درمان هراس هدف در کمانداران تا سطح المپیک بسیار مؤثر بوده است.
سه علامت اولیه برای هراس از هدف وجود دارد:
1. قوس نابهنگام: کمانداری که از این حالت رنج می‌برد ممکن است رسیدن به وضعیت قوس کامل را در موقعی نابهنگام تجربه کند، در این زمان به نظر می‌رسد کمان بسیار سنگین شده و برای تیرانداز دشوار است که کمان را به موقعیت قوس کامل (full anchor) برساند.
2. نگه داشتن نابهنگام: علامت دوم به عنوان نگه داشتن نابهنگام نامیده می‌شود، جایی که یک کماندار «قفل می‌کند» (lock up) یا «دچار افت ناگهانی انرژی» (hit a wall) می‌شود و نمی‌تواند هیچ راه فراری از آن بیابد زیرا همچنان سعی می‌کند تیر را در راستای برخورد به هدف قرار دهد.
3. رهاسازی نابهنگام: علامت سوم به عنوان رهاسازی نابهنگام نامیده می‌شود و با عدم توانایی در رساندن کمان به موقعیت قوس کامل بدون رها کردن تیر مشخص می‌شود.

## در رسانه
هراس از هدف در لایت ناول تسورونه و سریال انیمه ساخته شده از روی آن که در مورد کیودو ژاپنی است، به‌طور گسترده‌ای مورد بررسی قرار گرفته است.